# Yaylalı, Kuyucak
Yaylalı là một xã thuộc huyện Kuyucak, tỉnh Aydın, Thổ Nhĩ Kỳ. Dân số thời điểm năm 2010 là 284 người.